# 张吉厚
张吉厚（1909年—1975年），中国人民解放军将领、中国人民解放军开国少将。
曾任中国人民解放军铁道兵副参谋长。1955年，授予中国人民解放军少将。